# دويتشلاند تور 2007

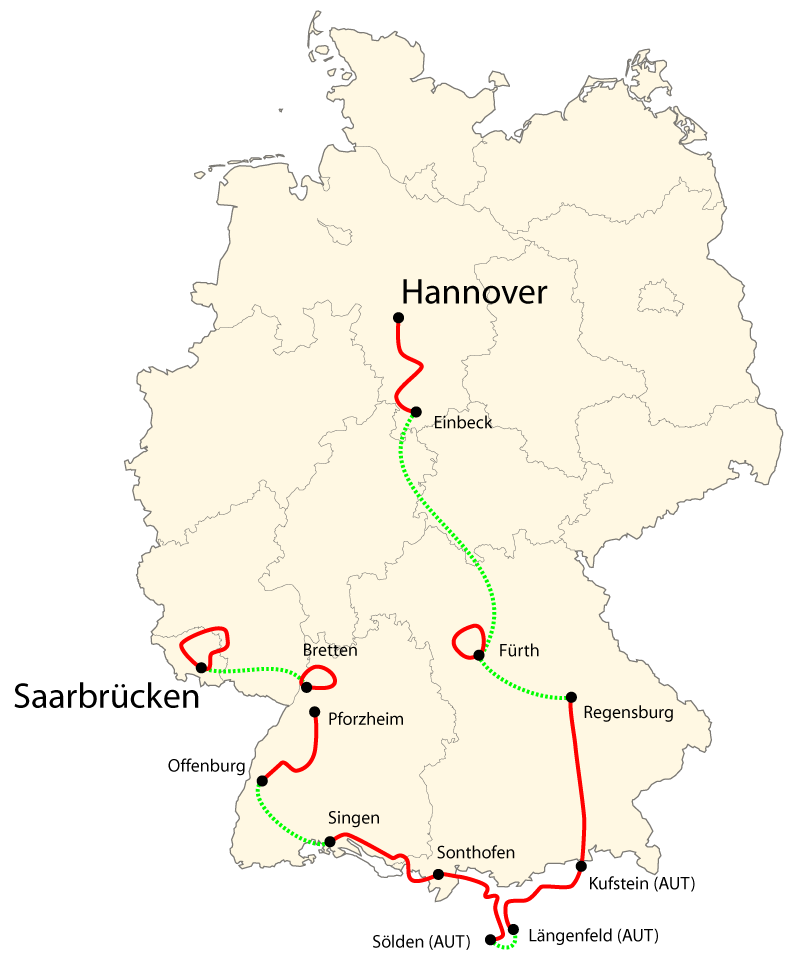

دويتشلاند تور 2007 (بالألمانية: Deutschland Tour 2007) هو سباق دراجات هوائية، وهو الموسم رقم 31 من السباق، وأقيم خلال الفترة 10 أغسطس 2007، وحتى 18 أغسطس 2007، وهو أحد سباقات برو تور 2007، وهو من نوع سباق المرحلة.
فاز فيه بالمركز الأول ينس فويجت، وبالمركز الثاني ليفي ليفيمير، وبالمركز الثالث ديفيد لوبيز، والفائز في ترتيب النقاط إريك تسابل، والفائز حسب ترتيب النقاط للشباب روبرت جاسنك، والفائز حسب ترتيب التسلق نيكي تيربسترا، والفريق الفائز في ترتيب الفرق CSC 2007.

## الفرق
| فرق برو (19)- AG2R Prévoyance - Bouygues Telecom - Caisse d'Épargne - Cofidis-Le Crédit par Téléphone - Crédit Agricole (cycling team) ‏ - CSC - Discovery Channel - Euskaltel–Euskadi (1994–2013) ‏ - Gerolsteiner (cycling team) ‏ - La Française des jeux - Lampre-Fondital - Liquigas ‏ - Team Milram ‏ - Predictor-Lotto - Quick Step-Innergetic - Rabobank - صونيير دوفال برودير 2007 ‏ - T-Mobile ‏ - Cycle Collstrop ‏ فرق قارية محترفة (4)- Skil-Shimano - فورارلبرغ 2007 ‏ - فيسينهوف فيلت 2007 ‏ - Elk Haus ‏ |  |
| |  |

## المراحل
| قائمة المراحل | قائمة المراحل | قائمة المراحل          | قائمة المراحل               | قائمة المراحل | قائمة المراحل   | قائمة المراحل |
| المرحلة       | التاريخ       | الدورة                 |                             | المسافة (كم)  | الفائز بالمرحلة | القائد العام  |
| ------------- | ------------- | ---------------------- | --------------------------- | ------------- | --------------- | ------------- |
| مرحلة 1       | 10 أغسطس      | ساربروكن – ساربروكن    |                             | 183٫7         | روبرت فورستر    | روبرت فورستر  |
| مرحلة 2       | 11 أغسطس      | بريتن – بريتن          | سباق الطريق ضد الساعة للفرق | 42٫2          | CSC             | ينس فويجت     |
| مرحلة 3       | 12 أغسطس      | بفورتسهايم – أوفنبورغ  |                             | 181٫8         | إريك تسابل      | ينس فويجت     |
| مرحلة 4       | 13 أغسطس      | زينغن – زونتهوفن       |                             | 183٫8         | داميانو كيونقو  | ينس فويجت     |
| مرحلة 5       | 14 أغسطس      | زونتهوفن – Sölden ‏     |                             | 157٫6         | ديفيد لوبيز     | ينس فويجت     |
| مرحلة 6       | 15 أغسطس      | Längenfeld ‏ – كوفشتاين |                             | 175           | جيرالد سيوليك   | ينس فويجت     |
| مرحلة 7       | 16 أغسطس      | كوفشتاين – ريغنسبورغ   |                             | 192٫2         | جيرالد سيوليك   | ينس فويجت     |
| مرحلة 8       | 17 أغسطس      | فورت – فورت            | فردي ضد الساعة              | 33٫1          | ينس فويجت       | ينس فويجت     |
| مرحلة 9       | 18 أغسطس      | آينبك – هانوفر         |                             | 143٫1         | جيرالد سيوليك   | ينس فويجت     |

## النتيجة

### مرحلة 1
هي مرحلة أجريت في 10 أغسطس 2007، وامتدّت لمسافة 183.7 كيلومتر فاز بالمرحلة روبرت فورستر، ومتصدر الترتيب العام في نهاية المرحلة روبرت فورستر، والمتصدر حسب ترتيب النقاط روبرت فورستر، ومتصدر ترتيب التسلق Matej Mugerli ‏، ومتصدر ترتيب النقاط للشباب Philipp Ludescher ‏، ومتصدر ترتيب الفرق 2007 Bouygues Telecom ‏.
| التصنيف العام | التصنيف العام      | التصنيف العام | التصنيف العام    | التصنيف العام     |
| العداء        | العداء             | البلد         | الفريق           | الوقت             |
| ------------- | ------------------ | ------------- | ---------------- | ----------------- |
| 1             | روبرت فورستر       | ألمانيا       | Gerolsteiner     | 4 س 24 دقيقة 06 ث |
| 2             | مارتن دن باكر      | هولندا        | Skil-Shimano     | + 2 ث             |
| 3             | دانيلو نابوليتانو  | إيطاليا       | Lampre-Fondital  | + 4 ث             |
| 4             | Matej Mugerli ‏     | سلوفينيا      |                  |                   |
| 5             | إريك تسابل         | ألمانيا       | Milram           | + 6 ث             |
| 6             | Philipp Ludescher ‏ | النمسا        |                  |                   |
| 7             | أندريه جريبيل      | ألمانيا       | T-Mobile         | + 9 ث             |
| 8             | ينس فويجت          | ألمانيا       | CSC              | + 9 ث             |
| 9             | خوسيه خواكين روخاس | إسبانيا       | Caisse d'Épargne | + 10 ث            |
| 10            | ستيفن رادوخلا ‏     | ألمانيا       |                  |                   |

### مرحلة 2
هي مرحلة من نوع سباق الطريق ضد الساعة للفرق، أجريت في 11 أغسطس 2007، وامتدّت لمسافة 42.2 كيلومتر فاز بالمرحلة 2007 CSC ‏، ومتصدر الترتيب العام في نهاية المرحلة ينس فويجت، والمتصدر حسب ترتيب النقاط روبرت فورستر، ومتصدر ترتيب التسلق Matej Mugerli ‏، ومتصدر ترتيب النقاط للشباب أندي شليك، ومتصدر ترتيب الفرق CSC 2007.
| التصنيف العام | التصنيف العام    | التصنيف العام    | التصنيف العام     | التصنيف العام     |  |
| العداء        | العداء           | البلد            | الفريق            | الوقت             |  |
| ------------- | ---------------- | ---------------- | ----------------- | ----------------- |  |
| 1             | ينس فويجت        | ألمانيا          | CSC               | 5 س 15 دقيقة 55 ث |  |
| 2             | فابيان كانسيليرا | سويسرا           | CSC               | + 1 ث             |  |
| 3             | بوبي جوليك       | الولايات المتحدة | CSC               | + 1 ث             |  |
| 4             | ألكسندر كولوبنيف | روسيا            | CSC               | + 1 ث             |  |
| 5             | أندي شليك        | لوكسمبورغ        | CSC               | + 1 ث             |  |
| 6             | فولوديمير هوستوف | أوكرانيا         | CSC               | + 1 ث             |  |
| 7             | كريس أنكر سورنسن | الدنمارك         | CSC               | + 1 ث             |  |
| 8             | جيسون مكارتني    | الولايات المتحدة |                   |                   |  |
| 9             | جورج هينكابي     | الولايات المتحدة | Discovery Channel | + 27 ث            |  |
| 10            | ليفي ليفيمير     | الولايات المتحدة | Discovery Channel | + 27 ث            |  |

### مرحلة 3
هي مرحلة أجريت في 12 أغسطس 2007، وامتدّت لمسافة 181.8 كيلومتر فاز بالمرحلة إريك تسابل، ومتصدر الترتيب العام في نهاية المرحلة ينس فويجت، والمتصدر حسب ترتيب النقاط إريك تسابل، ومتصدر ترتيب التسلق نيكي تيربسترا، ومتصدر ترتيب النقاط للشباب أندي شليك، ومتصدر ترتيب الفرق CSC 2007.
| التصنيف العام | التصنيف العام    | التصنيف العام    | التصنيف العام     | التصنيف العام      |  |
| العداء        | العداء           | البلد            | الفريق            | الوقت              |  |
| ------------- | ---------------- | ---------------- | ----------------- | ------------------ |  |
| 1             | ينس فويجت        | ألمانيا          | CSC               | 10 س 05 دقيقة 20 ث |  |
| 2             | بوبي جوليك       | الولايات المتحدة | CSC               | + 1 ث              |  |
| 3             | ألكسندر كولوبنيف | روسيا            | CSC               | + 1 ث              |  |
| 4             | أندي شليك        | لوكسمبورغ        | CSC               | + 1 ث              |  |
| 5             | كريس أنكر سورنسن | الدنمارك         | CSC               | + 1 ث              |  |
| 6             | فولوديمير هوستوف | أوكرانيا         | CSC               | + 1 ث              |  |
| 7             | جورج هينكابي     | الولايات المتحدة | Discovery Channel | + 27 ث             |  |
| 8             | تشعب متعدد       | بلجيكا           | Discovery Channel | + 27 ث             |  |
| 9             | ليفي ليفيمير     | الولايات المتحدة | Discovery Channel | + 27 ث             |  |
| 10            | توم دانيلسون     | الولايات المتحدة | Discovery Channel | + 27 ث             |  |

### مرحلة 4
هي مرحلة أجريت في 13 أغسطس 2007، وامتدّت لمسافة 183.8 كيلومتر فاز بالمرحلة داميانو كيونقو، ومتصدر الترتيب العام في نهاية المرحلة ينس فويجت، والمتصدر حسب ترتيب النقاط خوسيه خواكين روخاس، ومتصدر ترتيب التسلق نيكي تيربسترا، ومتصدر ترتيب النقاط للشباب كريس أنكر سورنسن، ومتصدر ترتيب الفرق CSC 2007.
| التصنيف العام | التصنيف العام      | التصنيف العام    | التصنيف العام     | التصنيف العام      |
| العداء        | العداء             | البلد            | الفريق            | الوقت              |
| ------------- | ------------------ | ---------------- | ----------------- | ------------------ |
| 1             | ينس فويجت          | ألمانيا          | CSC               | 14 س 33 دقيقة 31 ث |
| 2             | كريس أنكر سورنسن   | الدنمارك         | CSC               | + 1 ث              |
| 3             | جورج هينكابي       | الولايات المتحدة | Discovery Channel | + 27 ث             |
| 4             | ليفي ليفيمير       | الولايات المتحدة | Discovery Channel | + 27 ث             |
| 5             | توم دانيلسون       | الولايات المتحدة | Discovery Channel | + 27 ث             |
| 6             | دافيدي ريبلين      | إيطاليا          | Gerolsteiner      | + 45 ث             |
| 7             | بوبي جوليك         | الولايات المتحدة | CSC               | + 45 ث             |
| 8             | ديفيد لوبيز        | إسبانيا          | Caisse d'Épargne  | + 49 ث             |
| 9             | خوسيه خواكين روخاس | إسبانيا          | Caisse d'Épargne  | + 52 ث             |
| 10            | ماتياس راسيل       | ألمانيا          |                   |                    |

### مرحلة 5
هي مرحلة أجريت في 14 أغسطس 2007، وامتدّت لمسافة 157.6 كيلومتر فاز بالمرحلة ديفيد لوبيز، ومتصدر الترتيب العام في نهاية المرحلة ينس فويجت، والمتصدر حسب ترتيب النقاط خوسيه خواكين روخاس، ومتصدر ترتيب التسلق نيكي تيربسترا، ومتصدر ترتيب النقاط للشباب روبرت جاسنك، ومتصدر ترتيب الفرق CSC 2007.
| التصنيف العام | التصنيف العام         | التصنيف العام    | التصنيف العام     | التصنيف العام      |  |
| العداء        | العداء                | البلد            | الفريق            | الوقت              |  |
| ------------- | --------------------- | ---------------- | ----------------- | ------------------ |  |
| 1             | ينس فويجت             | ألمانيا          | CSC               | 18 س 54 دقيقة 44 ث |  |
| 2             | ديفيد لوبيز           | إسبانيا          | Caisse d'Épargne  | + 33 ث             |  |
| 3             | روبرت جاسنك           | هولندا           | Rabobank          | + 1 دقيقة 14 ث     |  |
| 4             | كريس أنكر سورنسن      | الدنمارك         | CSC               | + 1 دقيقة 24 ث     |  |
| 5             | ليفي ليفيمير          | الولايات المتحدة | Discovery Channel | + 1 دقيقة 31 ث     |  |
| 6             | Leonardo Bertagnolli ‏ | إيطاليا          | Liquigas          | + 2 دقيقة 19 ث     |  |
| 7             | لورنس تين دام         | هولندا           | Unibet.com        | + 2 دقيقة 34 ث     |  |
| 8             | داميانو كيونقو        | إيطاليا          | Lampre-Fondital   | + 2 دقيقة 48 ث     |  |
| 9             | دافيدي ريبلين         | إيطاليا          | Gerolsteiner      | + 3 دقيقة 27 ث     |  |
| 10            | ماكسيم مونفورت        | بلجيكا           | كوفيديس           | + 3 دقيقة 45 ث     |  |

### مرحلة 6
هي مرحلة أجريت في 15 أغسطس 2007، وامتدّت لمسافة 175 كيلومتر فاز بالمرحلة جيرالد سيوليك، ومتصدر الترتيب العام في نهاية المرحلة ينس فويجت، والمتصدر حسب ترتيب النقاط خوسيه خواكين روخاس، ومتصدر ترتيب التسلق نيكي تيربسترا، ومتصدر ترتيب النقاط للشباب روبرت جاسنك، ومتصدر ترتيب الفرق CSC 2007.
| التصنيف العام | التصنيف العام         | التصنيف العام    | التصنيف العام     | التصنيف العام      |  |
| العداء        | العداء                | البلد            | الفريق            | الوقت              |  |
| ------------- | --------------------- | ---------------- | ----------------- | ------------------ |  |
| 1             | ينس فويجت             | ألمانيا          | CSC               | 22 س 52 دقيقة 24 ث |  |
| 2             | ديفيد لوبيز           | إسبانيا          | Caisse d'Épargne  | + 33 ث             |  |
| 3             | روبرت جاسنك           | هولندا           | Rabobank          | + 1 دقيقة 14 ث     |  |
| 4             | كريس أنكر سورنسن      | الدنمارك         | CSC               | + 1 دقيقة 24 ث     |  |
| 5             | ليفي ليفيمير          | الولايات المتحدة | Discovery Channel | + 1 دقيقة 31 ث     |  |
| 6             | Leonardo Bertagnolli ‏ | إيطاليا          | Liquigas          | + 2 دقيقة 19 ث     |  |
| 7             | لورنس تين دام         | هولندا           | Unibet.com        | + 2 دقيقة 34 ث     |  |
| 8             | داميانو كيونقو        | إيطاليا          | Lampre-Fondital   | + 2 دقيقة 48 ث     |  |
| 9             | دافيدي ريبلين         | إيطاليا          | Gerolsteiner      | + 3 دقيقة 27 ث     |  |
| 10            | ماكسيم مونفورت        | بلجيكا           | كوفيديس           | + 3 دقيقة 45 ث     |  |

### مرحلة 7
هي مرحلة أجريت في 16 أغسطس 2007، وامتدّت لمسافة 192.2 كيلومتر فاز بالمرحلة جيرالد سيوليك، ومتصدر الترتيب العام في نهاية المرحلة ينس فويجت، والمتصدر حسب ترتيب النقاط إريك تسابل، ومتصدر ترتيب التسلق نيكي تيربسترا، ومتصدر ترتيب النقاط للشباب روبرت جاسنك، ومتصدر ترتيب الفرق CSC 2007.
| التصنيف العام | التصنيف العام         | التصنيف العام    | التصنيف العام     | التصنيف العام      |  |
| العداء        | العداء                | البلد            | الفريق            | الوقت              |  |
| ------------- | --------------------- | ---------------- | ----------------- | ------------------ |  |
| 1             | ينس فويجت             | ألمانيا          | CSC               | 27 س 00 دقيقة 44 ث |  |
| 2             | ديفيد لوبيز           | إسبانيا          | Caisse d'Épargne  | + 33 ث             |  |
| 3             | روبرت جاسنك           | هولندا           | Rabobank          | + 1 دقيقة 14 ث     |  |
| 4             | كريس أنكر سورنسن      | الدنمارك         | CSC               | + 1 دقيقة 24 ث     |  |
| 5             | ليفي ليفيمير          | الولايات المتحدة | Discovery Channel | + 1 دقيقة 31 ث     |  |
| 6             | Leonardo Bertagnolli ‏ | إيطاليا          | Liquigas          | + 2 دقيقة 19 ث     |  |
| 7             | لورنس تين دام         | هولندا           | Unibet.com        | + 2 دقيقة 34 ث     |  |
| 8             | داميانو كيونقو        | إيطاليا          | Lampre-Fondital   | + 2 دقيقة 48 ث     |  |
| 9             | دافيدي ريبلين         | إيطاليا          | Gerolsteiner      | + 3 دقيقة 27 ث     |  |
| 10            | ماكسيم مونفورت        | بلجيكا           | كوفيديس           | + 3 دقيقة 45 ث     |  |

### مرحلة 8
هي مرحلة من نوع سباق فردي ضد الساعة، أجريت في 17 أغسطس 2007، وامتدّت لمسافة 33.1 كيلومتر فاز بالمرحلة ينس فويجت، ومتصدر الترتيب العام في نهاية المرحلة ينس فويجت، والمتصدر حسب ترتيب النقاط إريك تسابل، ومتصدر ترتيب التسلق نيكي تيربسترا، ومتصدر ترتيب النقاط للشباب روبرت جاسنك، ومتصدر ترتيب الفرق CSC 2007.
| التصنيف العام | التصنيف العام         | التصنيف العام    | التصنيف العام     | التصنيف العام      |  |
| العداء        | العداء                | البلد            | الفريق            | الوقت              |  |
| ------------- | --------------------- | ---------------- | ----------------- | ------------------ |  |
| 1             | ينس فويجت             | ألمانيا          | CSC               | 27 س 40 دقيقة 26 ث |  |
| 2             | ليفي ليفيمير          | الولايات المتحدة | Discovery Channel | + 1 دقيقة 57 ث     |  |
| 3             | ديفيد لوبيز           | إسبانيا          | Caisse d'Épargne  | + 2 دقيقة 10 ث     |  |
| 4             | Leonardo Bertagnolli ‏ | إيطاليا          | Liquigas          | + 3 دقيقة 05 ث     |  |
| 5             | روبرت جاسنك           | هولندا           | Rabobank          | + 3 دقيقة 15 ث     |  |
| 6             | كريس أنكر سورنسن      | الدنمارك         | CSC               | + 4 دقيقة 06 ث     |  |
| 7             | ماكسيم مونفورت        | بلجيكا           | كوفيديس           | + 5 دقيقة 22 ث     |  |
| 8             | لورنس تين دام         | هولندا           | Unibet.com        | + 5 دقيقة 26 ث     |  |
| 9             | غوستاف لارسون         | السويد           | Unibet.com        | + 6 دقيقة 08 ث     |  |
| 10            | دافيدي ريبلين         | إيطاليا          | Gerolsteiner      | + 6 دقيقة 16 ث     |  |

### مرحلة 9
هي مرحلة أجريت في 18 أغسطس 2007، وامتدّت لمسافة 143.1 كيلومتر فاز بالمرحلة جيرالد سيوليك، ومتصدر الترتيب العام في نهاية المرحلة ينس فويجت، والمتصدر حسب ترتيب النقاط إريك تسابل، ومتصدر ترتيب التسلق نيكي تيربسترا، ومتصدر ترتيب النقاط للشباب روبرت جاسنك، ومتصدر ترتيب الفرق CSC 2007.
| التصنيف العام | التصنيف العام         | التصنيف العام    | التصنيف العام     | التصنيف العام      |  |
| العداء        | العداء                | البلد            | الفريق            | الوقت              |  |
| ------------- | --------------------- | ---------------- | ----------------- | ------------------ |  |
| 1             | ينس فويجت             | ألمانيا          | CSC               | 30 س 57 دقيقة 21 ث |  |
| 2             | ليفي ليفيمير          | الولايات المتحدة | Discovery Channel | + 1 دقيقة 57 ث     |  |
| 3             | ديفيد لوبيز           | إسبانيا          | Caisse d'Épargne  | + 2 دقيقة 10 ث     |  |
| 4             | Leonardo Bertagnolli ‏ | إيطاليا          | Liquigas          | + 3 دقيقة 05 ث     |  |
| 5             | روبرت جاسنك           | هولندا           | Rabobank          | + 3 دقيقة 15 ث     |  |
| 6             | كريس أنكر سورنسن      | الدنمارك         | CSC               | + 4 دقيقة 06 ث     |  |
| 7             | ماكسيم مونفورت        | بلجيكا           | كوفيديس           | + 5 دقيقة 22 ث     |  |
| 8             | لورنس تين دام         | هولندا           | Unibet.com        | + 5 دقيقة 26 ث     |  |
| 9             | غوستاف لارسون         | السويد           | Unibet.com        | + 6 دقيقة 08 ث     |  |
| 10            | دافيدي ريبلين         | إيطاليا          | Gerolsteiner      | + 6 دقيقة 16 ث     |  |

## الفائزون
| الترتيب    | الفائز        |
| ---------- | ------------- |
| الفائز     | ينس فويجت     |
| الثاني     | ليفي ليفيمير  |
| الثالث     | ديفيد لوبيز   |
| حسب النقاط | إريك تسابل    |
| تسلق الجبل | نيكي تيربسترا |
| أفضل شاب   | روبرت جاسنك   |
| الفريق     | CSC           |